# Ipocicloide
L'ipocicloide è una curva piana appartenente alla categoria delle rullette ossia delle curve generate da una figura che rotola su di un'altra. L'ipocicloide infatti è definita come la curva generata da un punto di una circonferenza che rotola sulla parte interna di un'altra circonferenza. Essa è un caso particolare di ipotrocoide.

## Forma matematica

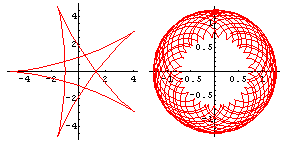
Due ipocicloidi. La prima ha un rapporto uguale a 5/3 ed è una curva chiusa con 5 cuspidi. La seconda ha un rapporto fra i raggi irrazionale (1/ √ 2) ed è una curva aperta con un numero infinito di cuspidi (solo una parte del grafico è mostrata).

La rappresentazione parametrica di un'ipocicloide generata da una circonferenza di raggio {\displaystyle b} che rotola (senza strisciare) su di una circonferenza di raggio {\displaystyle a} (con {\displaystyle a>b}) è data da:
{\displaystyle {\begin{cases}x=\left(a-b\right)\cos \phi +b\cos \left({\frac {a-b}{b}}\phi \right)\\y=\left(a-b\right)\sin \phi -b\sin \left({\frac {a-b}{b}}\phi \right).\end{cases}}}
L'ipocicloide è una funzione continua ed è differenziabile ovunque tranne sulle cuspidi.
Se {\displaystyle {\frac {a}{b}}} è un numero razionale allora l'ipocicloide è una curva chiusa con {\displaystyle {\frac {a}{b}}} cuspidi. In particolare se {\displaystyle {\frac {a}{b}}=n\in \mathbb {N} ,} allora l'ipocicloide ha {\displaystyle n} cuspidi; invece se {\displaystyle {\frac {a}{b}}\in \mathbb {Q\smallsetminus Z} ,} allora l'ipocicloide ha un numero di cuspidi pari al numeratore della frazione ai minimi termini che deriva da {\displaystyle {\frac {a}{b}}} (quindi supponendo {\displaystyle (a,b)=1} abbiamo esattamente {\displaystyle a} cuspidi). Se invece {\displaystyle {\frac {a}{b}}} è un numero irrazionale la curva non si chiude mai.

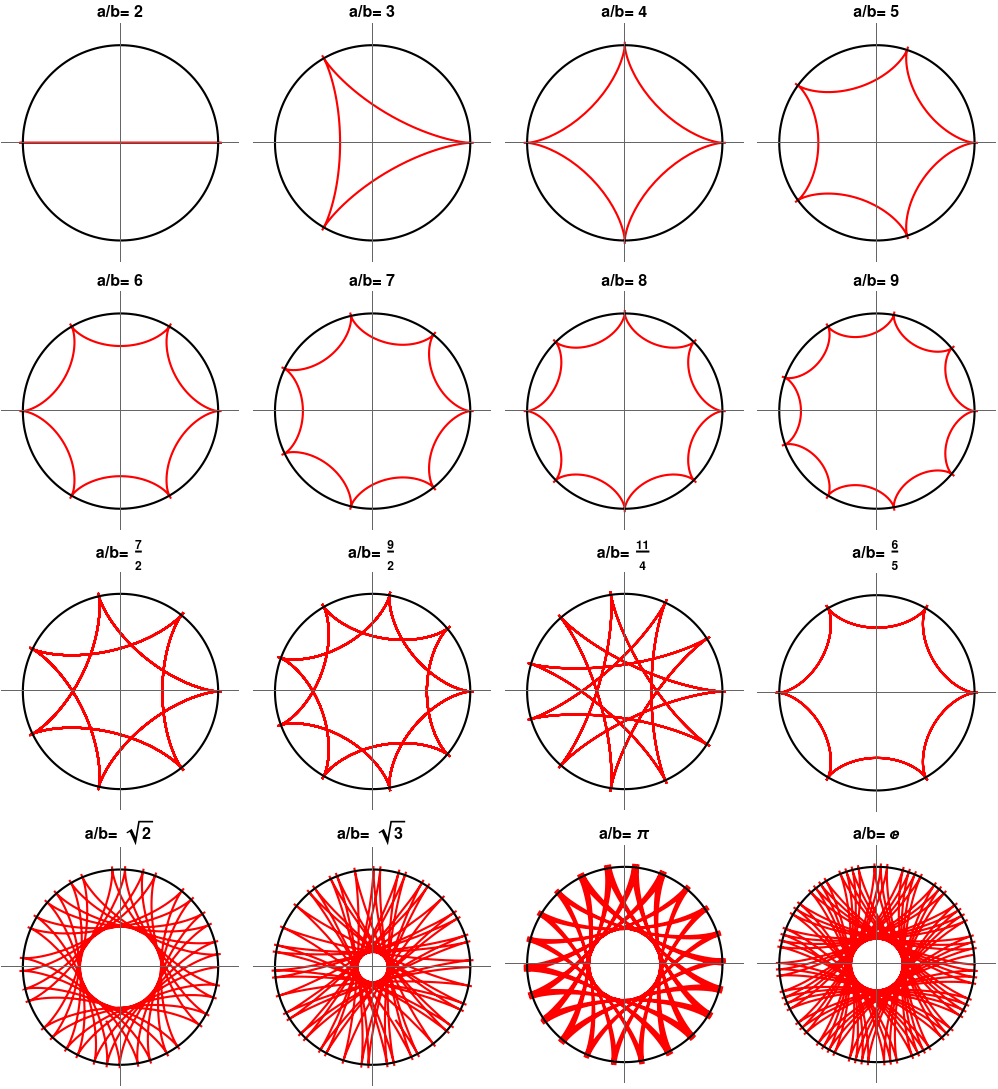
Esempi di ipocicloidi. Nelle prime tre righe sono rappresentate ipocicloidi con un rapporto tra e razionale, invece, nell'ultima riga il rapporto tra e è irrazionale. Al primo gruppo appartengono tutte ipocicloidi chiuse, al secondo tutte ipocicloidi aperte.